# Johann Baptist Stiglmaier
Johann Baptist Stiglmaier (né le 18 octobre 1791 à Fürstenfeldbruck et mort le 2 mars 1844 à Munich) est un fondeur et sculpteur bavarois.
Johann Baptist Stiglmaier reçoit une formation d'orfèvre et de frappeur de monnaie. Il étudie à l'Académie des beaux-arts de Munich, puis part à Rome puis à Naples entre 1819 et 1822 terminer sa formation en fonderie. Il y reçoit l'enseignement de Luigi Righetti. En 1824, il devient le premier directeur de la fonderie royale de Munich. Son travail consiste principalement à couler des statues et fabriquer des médailles. Son dernier travail consiste en la réalisation du colosse Bavaria (statue), toutefois son décès avant le début de la coulée laisse le travail à son neveu Ferdinand von Miller. 
À Munich, la Stiglmaierplatz a été nommée en son honneur.

## Œuvre

### Médailles et pièces
- Tête de Proserpine sur le modèle d'une pièce antique en 1814.
- Joh. Maximilien V. comte de Preysing-Hohenaschau en 1815
- Taler de la convention historique de 1825 avec Louis Ier de Bavière
- Taler de la convention historique de 1828, naissance du prince Adalbert dans la famille royale
- Taler de la convention historique de 1835, monument Maximilien Ier de Bavière

### Pièce de fonderie
- Brunswick : Ferdinand von Schill, réalisé grâce à son masque funèbre, se trouve au Schillmuseum de 1839
- Donaustauf près de Ratisbonne : Portes du Walhalla, de Leo von Klenze
- Wildbad Kreuth : Buste et bas-relief du monument Maximilien Ier de Bavière.
- Munich :
  - Obélisque de Karolinenplatz, ébauché par Klenze
  - Portes de la Glyptothèque de Munich, ébauché par Klenze
  - Monument Maximilien Ier de Bavière, ébauché par Christian Daniel Rauch
  - Statue équestre de l'électeur de Bavière Maximilien Ier de Bertel Thorvaldsen
  - Douze statues colossales dorées des Wittelsbach pour la résidence de Munich de Ludwig Schwanthaler